# Сильвер, Сьюзан
Сьюзан Джин Сильвер (англ. Susan Jean Silver, род. 17 июня 1958, Сиэтл, штат Вашингтон) — музыкальный менеджер и предприниматель, наиболее известная как менеджер сиэтлских рок-групп Soundgarden, Alice in Chains и Screaming Trees. Помимо этого, Сильвер является владелицей компании Susan Silver Management и клуба The Crocodile. Супруга (бывшая) Криса Корнелла.

## Биография
Сьюзан родилась в Сиэтле, штат Вашингтон, 17 июля 1958 года в семье Сэмюэля и Эмоджин (Джин) Сильверов. Она является старшей из трёх детей. Изучала китайский язык в Вашингтонском университете.
Сильвер начала работать музыкальным менеджером в 1983 году. Первыми, с кем она сотрудничала, стали сиэтлские группы The U-Men и First Thought. В 1985 году Сильвер познакомилась с музыкантами группы Soundgarden, вокалистом которой был её тогдашний бойфренд Крис Корнелл, а в следующем году она стала менеджером коллектива. Одновременно Сьюзан также являлась менеджером ещё одной сиэтлской группы — Screaming Trees. Помимо сотрудничества с рок-группами, Сильвер работала управляющей в обувном магазине фирмы John Fluevog. Спустя несколько лет бутик стал очень популярен, так как в нём продавались ботинки марки Dr. Martens, которые носили музыканты нескольких гранж-групп из Сиэтла. Ещё одним из сотрудников этого магазина был Кевин Мартин — будущий вокалист Candlebox.
В 1988 году Сильвер познакомилась с музыкальным менеджером Келли Кёртис, друг которой, — Кен Динс, был менеджером Alice in Chains. Он подарил Сьюзан кассету с композициями этой группы, которые ей очень понравились. Вскоре после этого она посетила их концерт, который произвёл на неё большое впечатление своим драйвом. Когда Кёртис заинтересовалась сотрудничеством с группой Mother Love Bone, Динс решил, что больше не хочет работать с Alice in Chains, поэтому он предложил Сильвер и Кёртис стать их менеджерами, после чего они начали совместно управлять группой. Некоторое время спустя Кёртис стала работать исключительно с Pearl Jam, а Сильвер осталась единоличным менеджером Alice in Chains.
В 1996 году Сильвер поучаствовала в съёмках документального фильма «Хайп!» режиссёра Дага Прея, посвящённого музыкальной сцене Сиэтла.
В 1990-х среди клиентов Сильвер были также группы Hater, Inflatable Soule, Crackerbox, Sweet Water, Sponge; она также сотрудничала с певицей Кристен Бэрри и продюсером Терри Дэйтом.
В 1998 году Сильвер ушла из музыкального бизнеса, чтобы уделять больше времени своей семье. В 2005 году вместе с Деборой Семер, — бывшим исполнительным директором Тихоокеанского северо-западного отделения Академии звукозаписи, она основала новую компанию, — Atmosphere Artist Management, специализирующуюся на менеджменте и консалтинге. Их первым клиентом стал музыкально-танцевальный коллектив Children of the Revolution.
Её бывшие подопечные Alice in Chains были практически неактивны в период с 1996 по 2005 годы. После смерти их вокалиста Лейна Стэйли от передозировки наркотиков в 2002 году группа выступала на публике только в феврале 2005 года на благотворительном концерте с несколькими приглашёнными вокалистами. Однако некоторое время спустя после этого музыканты связались с Сильвер и сообщили ей, что они хотят возродить Alice in Chains. В качестве нового фронтмена в группу был приглашён вокалист Уильям Дюваль. Начиная с 2009 года Сильвер управляет Alice in Chains вместе с менеджером Дэвидом Бенвенистом и его компанией Velvet Hammer Management.

## Бизнес
Начиная с 2009 года, Сильвер является совладелицей сиэтлского клуба The Crocodile вместе с барабанщиком Alice in Chains Шоном Кинни, Маркусом Чарльзом (организатором фестиваля Capitol Hill Block Party), Пегги Кёртис, и гитаристом Эриком Хоуком из группы Portugal. The Man.
В 2013 году редакция журнала Rolling Stone назвала The Crocodile одним из лучших клубов Америки, поставив его на 7-е место соответствующего рейтинга.

## Личная жизнь
В 1985 году Сильвер начала встречаться с Крисом Корнеллом, — вокалистом Soundgarden, группы, менеджером которой она стала годом позже. В 1990 году они поженились. Корнелл посвятил жене песню «Moonchild» из своего дебютного сольного альбома Euphoria Morning. В июне 2000 года у них родилась дочь, которую назвали Лилиан Джин. В 2004 году пара распалась.
В 2002 году во время пресс-конференции вокалиста и гитариста Alice in Chains Джерри Кантрелла попросили назвать его личных героев. Среди прочих он упомянул Сильвер. Во время его речи на церемонии MusiCares MAP Fund Benefit 31 мая 2012 года, где он был награждён премией имени Стиви Рэя Воана, Кантрелл также поблагодарил её за то, что она была одним из тех людей, которые помогли ему пройти реабилитацию и побороть наркозависимость.